# スオーナダフェリー
周防灘フェリー株式会社（すおうなだフェリー）は、山口県周南市に本拠を置く海運会社。本州と九州東部（国東半島）を結ぶフェリー『スオーナダフェリー』を運航している。

## 概要
1965年に周防灘航送船株式会社として設立され、1968年10月2日に運航を開始した。設立当初、本社は神戸市生田区にあったが、1970年に長田区の淡路フェリーボートの事務所内へ移転した後、1976年4月1日に徳山市へ移転、同時に社名を周防灘フェリー株式会社へ変更した。現在も登記上の商号は「周防灘フェリー株式会社」であるが、公式サイトをはじめとして旅客案内の表記は、片仮名の「スオーナダフェリー」に統一されている。

### 沿革
- 1965年7月10日 - 周防灘航送船株式会社設立[1]
- 1968年10月2日 - 「両子丸」就航、1日4往復[1]
- 1968年12月1日 - 「周南丸」就航、1日8往復へ増便[1]
- 1970年5月1日 - 本社を神戸市長田区の淡路フェリーボート事務所内に移転[1]
- 1972年6月29日 - 「進光丸」就航[1]
- 1973年1月22日 - 1日9往復へ増便[1]
- 1976年4月1日 - 本社を徳山市へ移転、周防灘フェリー株式会社へ社名変更[1]
- 1980年3月2日 - 「フェリーくにさき」就航[1]
- 1994年3月1日 - 「ニューくにさき」就航[1]
- 2005年12月22日 - 航路を利用して広島 - 別府間を結ぶ高速バス「別府ゆけむり号」運航開始[1]
- 2011年2月1日 - 進光丸の引退により1日5往復へ減便[1]
- 2017年1月9日 - 高速バス「別府ゆけむり号」廃止

## 航路

### 運航中の航路
- 徳山港（山口県周南市築港町） - 竹田津港（大分県国東市国見町竹田津）（愛称：アローライン）

航路延長48km、航海時間2時間、1日5往復。深夜便があり終夜運航を行っている。
陸路（関門海峡経由）に比べ、瀬戸内地域と大分方面を短絡できるため、一定の利用がある。
利用者の減少から2011年2月1日より減便、1日5往復の運航となった。「進光丸」が引退により「ニューくにさき」1隻での運航となったため、ドック期間中は運休となる。

### 過去の航路
- 徳山港（山口県周南市） - 国東港（大分県国東市国東地区）

正式には航路廃止ではなく休止中の扱い。

## 船舶

### 運航中の船舶

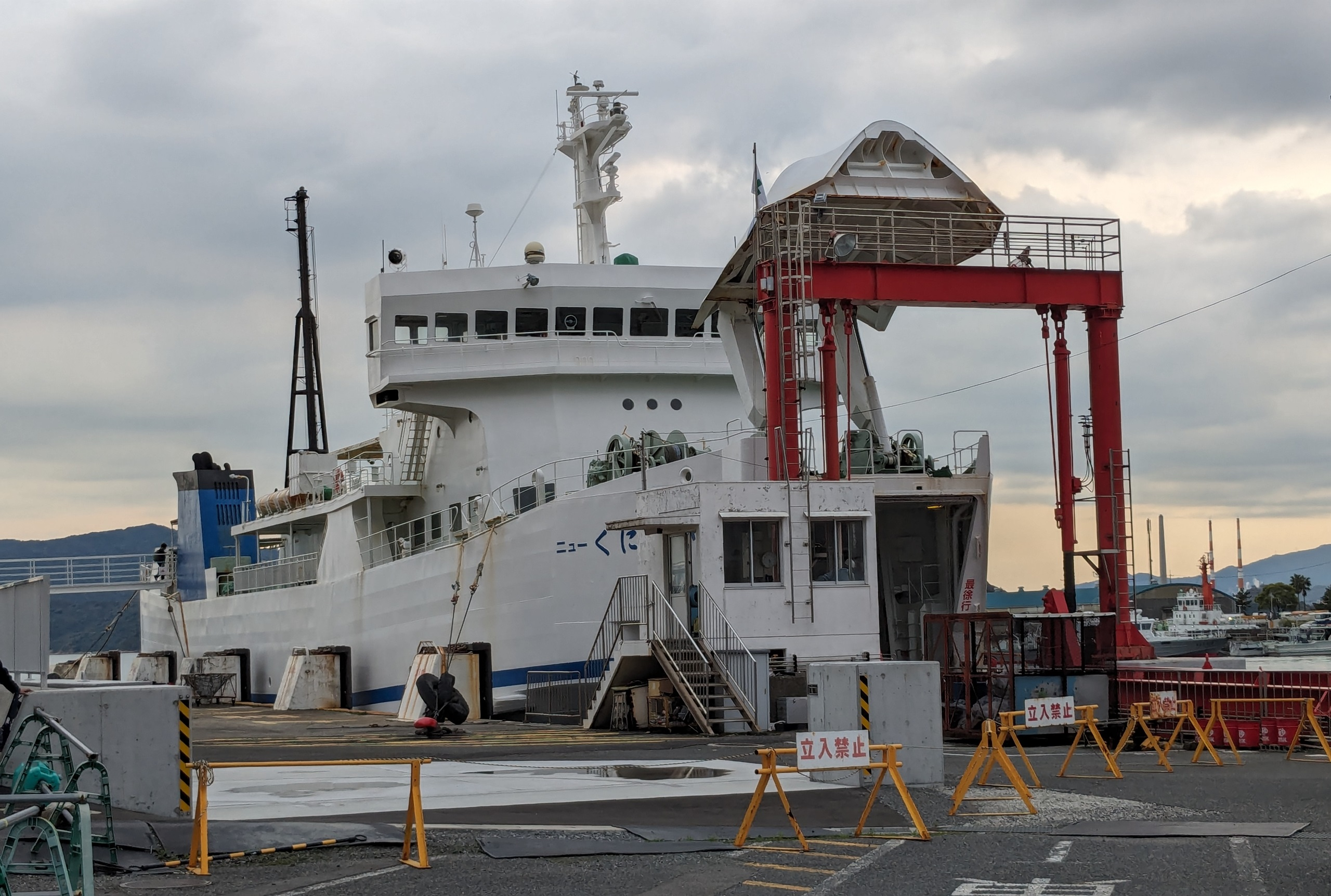
着岸中の「ニューくにさき」

- ニューくにさき

1994年2月竣工、3月就航、三菱重工業下関造船所建造。725総トン、全長67メートル、幅12.8メートル、機関出力4,400PS（主機械2,999kW×2セット）、最大速力18.0ノット、航海速力：15.9ノット、旅客定員293名、8トントラック12台
客室は座席、マス席、エントランス席がある。船内の設備として、ゲームコーナーや授乳室もある。洋式トイレはウォシュレット付きである。

### 過去の船舶
- 両子丸

1968年10月2日就航、田熊造船建造、980総トン、全長62.0m、幅13.4m、深さ4.6m、ディーゼル2基2軸、機関出力2,660PS
- 周南丸

1968年12月1日就航、1980年2月引退、田熊造船建造、980総トン、全長62.0m、幅13.4m、深さ4.6m、ディーゼル2基2軸、機関出力2,660PS、航海速力14.6ノット、旅客定員495名
- 進光丸

1972年6月29日就航、2011年1月31日引退、三菱重工業下関造船所建造、1,253.73総トン、機関出力4,000PS、最大速力17.47ノット、航海速力14.9ノット、旅客定員585名、乗用車65台
- フェリーくにさき

1980年3月就航、1994年、中国へ売却、若松造船建造、1,255.13総トン、機関出力3,600PS、最大速力16.69ノット、航海速力14.5ノット、旅客定員440名、乗用車72台